# Yves Stéphane Bitséki Moto
Yves Stéphane Bitséki Moto (* 23. April 1983 in Bitam), auch in der Schreibweise Stéphane Bitséki Moto oder kurz Yves Bitséki, ist ein gabunischer Fußballspieler auf der Position eines Torhüters. Er ist ehemaliger Spieler der gabunischen Fußballnationalmannschaft und zurzeit bei Lambaréné AC aktiv.

## Karriere

### Verein
Seine Vereinskarriere begann Bitséki in seiner gabunischen Heimat, wo er ab dem Jahr 2006 im Kader des Erstligisten US Bitam aus seiner Heimatstadt Bitam stand. Ob er dem Verein bereits davor angehörte, ist aus den Quellen hingegen nicht ersichtlich. Hier belegte er mit den Verein in der Saison 2006/07 nur einen Platz im Mittelfeld der Tabelle und auch im Nationalen Pokal scheiterte er mit der Mannschaft am Gegner Franceville FC mit 3:2. Am Ende der Saison verließ Bitséki den Verein und wechselte innerhalb der gabunischen Championnat National D1 zu AS Mangasport. Hier gewann er an der Seite von Romaric Rogombé, Edmond Mouélé und Stürmer Vianney Mabidé bereits in seiner Debütsaison für den Verein die gabunische Meisterschaft. Mit den Sieg im Finale des Supercup über die Mannschaft von USM Libreville (1:0), gewann er zudem auch sein erstes Double der Vereinskarriere. Ein Jahr später nahm er mit den Verein an der CAF Champions League 2009, wo in der Vorrunde, dass Team Daring Club Motema Pembe aus der Demokratische Republik Kongo mit 1:3 nach Hin- und Rückspiel bezwungen wurde. In der nächsten Runde musste sich die Mannschaft den Gegner Cotonsport Garoua aus Kamerun jedoch mit 5:3 nach Hin- und Rückspiel geschlagen geben. In der Meisterschaft hingegen, landete Bitséki mit der Mannschaft nur auf den dritten Tabellenrang und scheiterte auch im Landespokal gegen den späteren Pokalsieger FC 105 Libreville mit 1:2. Nach Ablauf der Saison kehrte er zu seinen Stammverein US Bitam zurück.
Bereits in seiner ersten Saison nach der Rückkehr gewann er, an der Seite von Romaric Lignanzi und Benjamin Zé Ondo, seine zweite Meisterschaft und mit den Sieg über Gegner Missile FC (2:1) im Finale des Landespokal auch sein zweites Double. In der CAF Champions League 2011 scheiterte die Mannschaft um Bitséki, nach einem Sieg gegen Les Astres FC aus Kamerun (5:3 i. E. nach Hin- und Rückspiel) in der Vorrunde, erneut in der nächsten Runde, diesmal am nigerianischen Vertreter FC Enyimba (1:2 nach Hin- und Rückspiel). In den Jahren 2011 und 2012 konnte er mit der Auswahl an diese Leistungen nicht anknüpfen. Erst 2013 konnte er mit der Mannschaft seine dritte gabunische Meisterschaft feiern. Aber sowohl das Finale um den Nationalen Pokal, gegen CF Mounana (2:0), als auch das Endspiel um den Supercup, gegen selbigen Gegner (1:0), ging verloren. 2014 nahm er daraufhin erneut an der CAF Champions League teil, scheiterte aber mit der Mannschaft bereits in der Vorrunde am kenianischen Gegner Gor Mahia FC (3:1 i. E. nach Hin- und Rückspiel). Nach dem Ende der Saison verließ er den Verein erneut und schloss sich den Ligakonkurrenten CF Mounana an.
Mit der Mannschaft platzierte er sich in der laufenden Meisterschaft auf den dritten Tabellenrang und gewann, an der Seite von Bassirou Ouédraogo, Éric Mouloungui und Aaron Boupendza, seinen zweiten Landespokal. Eine Saison später gewann er seine bereits vierte gabunische Meisterschaft und mit den Sieg im Finale des Landespokal, gegen die Mannschaft von Akanda FC (3:0), auch sein drittes Double. Im Wettbewerb der CAF Champions League 2017, konnte er mit der Auswahl zwar in der Vorrunde die Mannschaft Vital’O FC aus Burundi mit 3:0 aus Hin- und Rückspiel bezwingen, scheiterte aber am marokkanischen Vertreter Wydad Casablanca (5:4 i. E. nach Hin- und Rückspiel) in der zweiten Runde. 2017 konnte Bitséki mit der Mannschaft erstmals den Landesmeistertitel erfolgreich verteidigen, einen Nationaler Pokal hingegen wurde in dieser Saison nicht ausgespielt. In der CAF Champions League 2018 scheiterte er mit der Mannschaft, wie bereits ein Jahr zuvor, in der zweiten Runde an der Auswahl von al Ahly aus Kairo mit 7:1 nach Hin- und Rückspiel deutlich. 2019 verließ er zum ersten Mal seine gabunischen Heimat in Richtung Malta und schloss sich dort den Erstligisten FC Mosta an.
Hier konnte er sich gegen Stammtorhüter Christoffer Mafoumbi nicht durchsetzen und absolvierte in drei Jahren lediglich 7 Ligaspiele für den Verein. Obwohl sich die Mannschaft in der Saison 2020/21 erstmals in der Vereinsgeschichte für einen europäischen Wettbewerb qualifizieren konnte, blieb Bitséki in beiden Spielen der 1. Qualifikationsrunde der UEFA Europa Conference League gegen Spartak Trnava aus der Slowakei (3:4 nach Hin- und Rückspiel) ohne Einsatz. 2022 kehrte er nach kurzer Vereinslosigkeit in seine gabunischen Heimat zurück und schloss sich dort den Erstligisten Lambaréné AC an. Hier belegte er in seiner Debütsaison für den neuen Verein den dritten Platz in der Meisterschaft.

### Nationalmannschaft
Sein Debüt für die Gabunische Fußballnationalmannschaft gab Bitséki am 9. Januar 2012, im Freundschaftsspiel gegen die Auswahl von Burkina Faso (0:0). Ein Jahr später wurde er zusammen mit Franck Engonga, Erwin Nguéma und Stürmer Daniel Cousin von Trainer Stéphane Bounguedza in das Aufgebot zum CEMAC Cup 2013 in Gabun berufen und kam dabei im Gruppenspiel gegen Kamerun (3:0) und im Finale gegen die Zentralafrikanischen Republik (2:0) zum Einsatz. Auch in den Qualifikationsspielen zur afrikanischen Nationenmeisterschaft 2014 und 2016 kam er zum Einsatz und qualifizierte sich mit der Mannschaft für beide Endrunden. Dort kam er sowohl beim Endrundenturnier 2014 in Südafrika in allen Gruppenspielen, gegen Burundi (0:0), DR Kongo (0:1), Mauretanien (2:4) und im Viertelfinale gegen Libyen (2:4 i. E.) als auch 2008 in Ruanda in allen Vorrundenpartien, gegen Gastgeber Ruanda (2:1), Marokko (0:0) und Elfenbeinküste (4:1), zum Einsatz. Zudem war er ebenfalls Teilnehmer an Qualifikationsspielen zur Fußball-Weltmeisterschaft 2018 und der Afrikameisterschaft 2019, konnte dabei jedoch keine nennenswerten Erfolge mit der Mannschaft erzielen. Durch Trainer Gernot Rohr wurde er in den Kader für den Afrika-Cup 2012 berufen, kam aber hinter Torhüter Didier Ovono in keinem der vier Endrunden-Partien zum Einsatz. Seinen letzten Einsatz im Trikot der Azingo Nationale bestritt Bitséki am 5. September 2009, im Freundschaftsspiel unter Trainer José Antonio Camacho, gegen die Auswahl von Botswana (0:0). Insgesamt absolvierte er 25 Länderspiele, sein einziges Tor gelang ihn dabei im Freundschaftsspiel gegen Sambia (1:1), als er in der 78. Minute per Straßfstoß verwandelte.

### Erfolge
Verein
- Gabunischer Meister (5): 2008, 2010, 2013, 2016, 2017
- Gabunischer Pokalsieger (3): 2010, 2015, 2016
- Gabunischer Supercup (1): 2008

International
- CEMAC Cup (1): 2013